# 海軍經理學校
海军经理学校（日语：／ Kaigun Kēri Gakkō ?）是旧日本海軍内培养主計科官兵的一所学校，内容涵盖庶务、会记、被服、粮草等方面。海军经理学校为主計科军官提供初级军官养成以及主計科专业教育，为主計科士官及士兵提供技能培训，同时兼具研究机关的职能。本校始创于1907年（明治40年），在第二次世界大战结束后随着旧日本海军的终结而解散。主要的校舍坐落于今東京都中央區築地。常简称为“海经（日语：／ Kaikē ?）”。
海军经理学校与海軍兵學校（兵科）、海軍機關學校（轮机科）并称“旧海军三校”。

## 历史
海军经理学校的前身是1874年（明治7年）开办的海军会计学社（日语：?）。其后日本海军的主計科培养制度几度变迁，从海军会计学社（1874年-1876年）、海军主計学社（1876年-1877年, 1882年-1886年）、海军主計学校（1886年-1893年）、到海军主計官练习所（1899年-1907年），间中还曾多次废止。1889年（明治22年），废除了从海军内部挑选年少者从学生开始培养成为少主計候补生（主計科军官候补生）的制度，而是直接从民间录取。另外也是在1889年，开始为士官和士兵提供相应的主計科练习生教育。
日俄战争以后，宇都宮鼎主計大监鉴于现行的制度无法确保主計科军官人才的需求，开始重提从学生开始培养主計科军官的事情。1907年（明治40年）海军主計官练习所改称海军经理学校，两年后的1909年（明治42年）第一期生开始入学。也是在这个时候开始，学生和培训生的教程有所区分。此外，虽然重新开始了学生教育，但日本海军从大学中挑选学生毕业后担任主計科军官的制度也依旧存在，直到1923年（大正12年）也依然有这方面的例子。
一开始的海军会计学社校址并非在筑地，而是在山内天神谷一带，其后到1888年（明治21年）才搬迁到筑地，从此以后主要校址就一直没有变动过。
昭和年间，日军逐步扩军，军队对主計科军官的需求量也随之增大，并设立了两年制的短期现役军官（简称“短现”）的制度。1938年（昭和13年），为了满足军队的要求，经理学校为两年制现役军官提供补修学生教育。同时因为在校学生增多，1943年（昭和18年）经理学校在御台場设立了品川分校，逐步把培训生和补修学生迁往分校。1944年，校本部也迁往品川，原筑地校址逐渐变成分校。1944年起到1945年，为了疏散学校，陆续设立了滨松分校（培训生）、垂水分校（学生）、橿原分校（预科生），本部则设置在垂水，直到战争结束。

## 课程

### 学生
经理学校的生源和海軍兵學校、海軍机关学校一样，是从中学毕业生中选拔，进行教育。学生毕业后即成为主計少尉候补生，转正后曾为主計少尉。一开始录取的学生不多，从一期生开始到中国抗日战争爆发，每期录用不到20人。这种做法导致了极端的精英主义意识。从海经30期开始，录取人数逐渐增加，太平洋战争期间的海经36期生（1943年12月入学）就已经达到了大约250人，而海经37期生（1944年10月入校）甚至有500人。
学习时间方面，海经1期是3年，大正前期一度延长到3年又4个月，到大正后期又恢复到3年。1928年（昭和3年）改成3年8个月，1934年（昭和9年）延长到4年。之后因局势紧张，学制有所缩短，最后一期35期（1945年3月毕业）只有2年又4个月。

### 补修生
补修生是对两年现役军官中的主計科军官进行速成培训的在校生。生源和学生教育不同，是从旧制大学和旧制大专院校的毕业生，以及通过了高等文官考试的合格者里挑选志愿者，为其提供5个月左右的基础教育。补修生入校时就被授予海军主計中尉的军衔，1942年开始改成见习尉官。毕业后配属到部队时，服役年限就从入校时算起，服役结束后转为预备役。
补修生制度录取人数要比正式的学生多，到1944年为止的7年间总共招募了超过3500人。东京帝国大学（今东京大学）、东京商科大学（今一橋大學）等著名大学都有很多学生志愿报名，而这些人中有很多在战后活跃于政商各界（日语称之为“日语：”）。

### 专修生
专修生包括从士兵到准尉，在经理学校学习专修科。有资格参加入学考试的只有准士官以及晋升至少两年的一等士官，从考试及格者中挑选入学。教育内容和学生差不多。专修科毕业以后成为特务军官（从士兵晋升而来的军官）。在一些通常只有正规军官可以担任的岗位，有时特务军官也可以担任。专修生在1943年停止招生。

### 术科学校
经理学校和海軍兵学校一样，有着培养初级军官的功能，因此也像海軍水雷学校那样，开办了主計科的术科学校。主計少尉、中尉算是初级主計军官，实行普通科教育；主計中尉到军舰等的主計长则接受高等科教育，选择研修高度专门的科目。选科教育的方式，是向普通大学派遣学生，委托代为进行培训，主要是从各期学生中挑选优秀者送往东京帝国大学（后来变成东京大学）进行学习。不过也有很多主計长并没有进修过高等科。
至于主計科的士官和士兵的术科教育，包括普通科培训生和高等科练习生，但没有设置专门的特修科练习生课程，而是实行往民间学校派遣的制度。受派遣者获晋升为准尉甚至更高的例子也有很多。专修培训生分为经理术和衣粮术（1937年以前为掌厨术）两种，其中经理术专修要学习会记等事务，而衣粮术则学习调理、营养、被服等。生源原则上为主計科士官，不过普通科经理术培训生的考试也接受其他兵种人员的报名，每年都有若干这样的人入学。

## 歴代校長
海军主計学校长

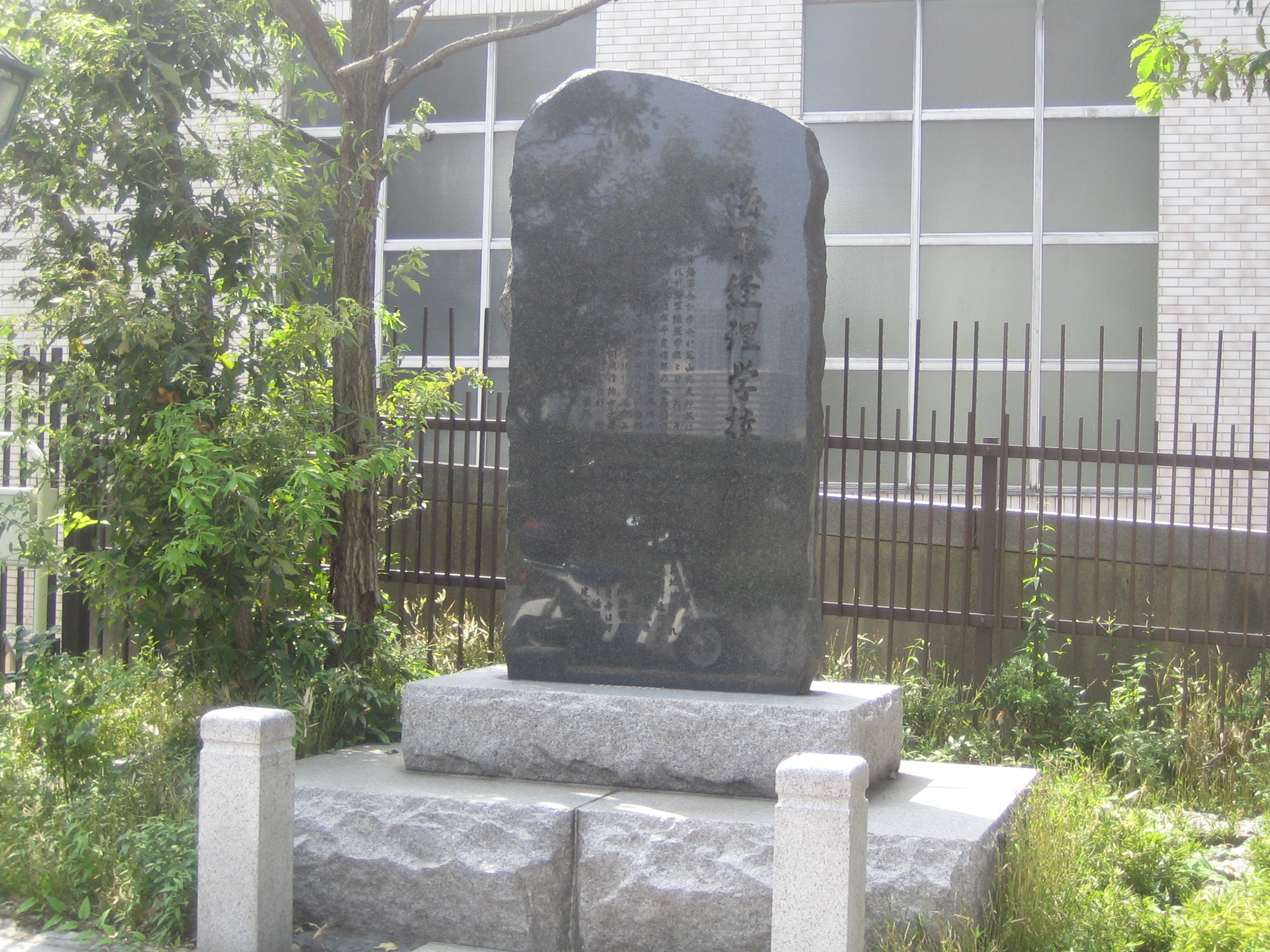
海军经理学校的石碑，位于筑地

- （兼）奈良真志 主计大监：1886年7月19日- 1888年2月4日
- 奈良真志 主计大监：1888年2月4日 - 1889年3月9日
- 肥田有年 主计大监：1889年3月9日 - 1890年3月28日
- 土岐裕 主计大监：1890年3月28日 - 1891年4月21日
- （兼）肥田有年 主计大监：1891年4月21日 - 6月17日
- 原田啓 主计大监：1891年6月17日 - 7月22日
- 肥田有年 主计大监：1891年7月22日 - 1892年10月4日
- 下条正雄 主计大监：1892年10月4日 - 1893年5月20日
- （兼）原田啓 主计大监：1893年5月20日 - 12月31日

海军主計官练习所长
- （兼）土井順之助 主计大监：1899年5月15日 - 1900年12月22日
- （兼）福永吉之助 主计大监：1900年12月22日 - 1903年7月7日
- （兼）志佐胜 主计大监：1903年7月7日 - 11月10日
- （兼）矢野常太郎 主计大监：1903年11月10日 - 1904年12月26日
- 加藤八太郎 主计大监：1905年1月12日 - 6月25日
- （兼）志佐胜 主计大监：1905年6月25日 - 12月12日
- 志佐胜 主计大监：1905年12月12日 - 1907年4月20日

海军经理学校长
- 志佐胜 主计大监：1907年4月20日 - 1908年8月15日
- （兼）宇都宮鼎 主计大监：1908年8月15日 - 1909年12月1日
- 宇都宮鼎 主计大监：1909年12月1日 - 1911年9月6日
- 藤田经孝 主计大监：1911年9月6日 - 1913年12月1日
- 樱孝太郎 主计总监：1913年12月1日 - 1914年8月8日
- （兼）清水宇助 主计大监：1914年8月8日 - 不詳
- 清水宇助 主计总监：不詳 - 1915年12月13日
- 相良澄 主计总监：1915年12月13日 - 1916年12月1日
- 佐野雄治 主计总监：1916年12月1日 - 1919年12月1日
- 深水貞吉 主计少将：1919年12月1日 - 1932年5月25日[10]
- （暂代）加藤亮一 主计大佐：1932年5月25日[10] - 1923年12月1日
- 加藤亮一 主计少将：1923年12月1日 - 1924年12月1日
- 刑部齐 主计少将：1927年4月13日 - 1931年12月1日
- 入谷清長 主计中将：1931年12月1日 - 1932年12月1日
- 村上春一 主计少将：1932年12月1日 - 1933年5月20日
- 池辺安雄 主计少将：1933年10月10日 - 1935年11月15日
- 佐佐木重藏 主计少将：1935年11月15日 - 1937年12月1日
- 大束健夫 主计少将：1937年12月1日 - 1939年4月12日
- 金谷隆一 主计少将：1939年4月12日 - 1941年4月10日
- 本田増藏 主计中将：1941年4月10日 - 1942年3月26日
- 片冈覚太郎 主计少将：1942年3月26日 - 1943年6月1日
- 紺野逸弥 主计少将：1943年6月1日 - 1945年9月30日

## 名人
学生
- 等松農夫蔵（DTT创始人） - 学生6期
- 伴正一（日语：伴正一）（外交官）- 学生33期[11]

补修生出身
- 中曾根康弘（日本內閣總理大臣） - 補修学生7期

## 关联项目
- 陆军经理学校 (日本陆军)（日语：陸軍経理学校）